# Llista d'espècies de teridiosomàtids

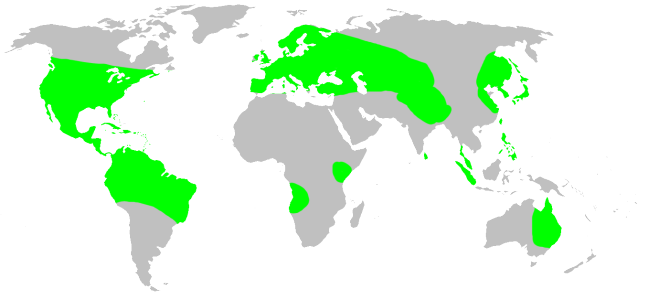
Distribució dels teridiosomàtids

Aquesta és la llista d'espècies de teridiosomàtids, una família d'aranyes araneomorfes. Conté la informació recollida fins al 28 d'octubre de 2006, i n'hi ha citats 13 gèneres i 68 espècies. Viuen a Europa, a tota la zona central americana i a zones de l'Àsia (oriental i occidental) i Austràlia oriental.

## Andasta
Simon, 1895
- Andasta benoiti (Roberts, 1978) (Seychelles)
- Andasta cyclosina Simon, 1901 (Malàisia)
- Andasta semiargentea Simon, 1895 (Sri Lanka)
- Andasta siltte Saaristo, 1996 (Seychelles)

## Baalzebub
Coddington, 1986
- Baalzebub albonotatus (Petrunkevitch, 1930) (Puerto Rico)
- Baalzebub baubo Coddington, 1986 (Costa Rica, Panamà, Brasil)
- Baalzebub brauni (Wunderlich, 1976) (Queensland)

## Chthonos
Coddington, 1986
- Chthonos pectorosa (O. P.-Cambridge, 1882) (Brasil)
- Chthonos peruana (Keyserling, 1886) (Perú)
- Chthonos quinquemucronata (Simon, 1893) (Brasil)
- Chthonos tuberosa (Keyserling, 1886) (Brasil)

## Epeirotypus
O. P.-Cambridge, 1894
- Epeirotypus brevipes O. P.-Cambridge, 1894 (Mèxic fins a Costa Rica)
- Epeirotypus chavarria Coddington, 1986 (Costa Rica)

## Epilineutes
Coddington, 1986
- Epilineutes globosus (O. P.-Cambridge, 1896) (Mèxic fins al Brasil)

## Naatlo
Coddington, 1986
- Naatlo fauna (Simon, 1897) (Costa Rica fins al Brasil)
- Naatlo splendida (Taczanowski, 1879) (Colòmbia fins al Brasil, Bolívia)
- Naatlo sutila Coddington, 1986 (Panamà, Colòmbia, Surinam)
- Naatlo sylvicola (Hingston, 1932) (Guyana)

## Ogulnius
O. P.-Cambridge, 1882
- Ogulnius agnoscus Strand, 1918 (Japó)
- Ogulnius clarus Keyserling, 1886 (Brasil)
- Ogulnius cubanus Archer, 1958 (Cuba)
- Ogulnius fulvus Bryant, 1945 (Hispaniola)
- Ogulnius gertschi Archer, 1953 (Panamà)
- Ogulnius gloriae (Petrunkevitch, 1930) (Puerto Rico)
- Ogulnius hayoti Lopez, 1994 (Martinica)
- Ogulnius infumatus Simon, 1897 (Saint Vincent)
- Ogulnius latus Bryant, 1948 (Hispaniola)
- Ogulnius obscurus Keyserling, 1886 (Perú, Brasil)
- Ogulnius obtectus O. P.-Cambridge, 1882 (Brasil, Colòmbia, Perú)
- Ogulnius paliisteri Archer, 1953 (Perú)
- Ogulnius pullus Bösenberg & Strand, 1906 (Corea, Japó)
- Ogulnius tetrabunus (Archer, 1965) (Jamaica)
- Ogulnius yaginumai Brignoli, 1981 (Filipines)

## Parogulnius
Archer, 1953
- Parogulnius hypsigaster Archer, 1953 (EUA)

## Plato
Coddington, 1986
- Plato bicolor (Keyserling, 1886) (Brasil)
- Plato bruneti (Gertsch, 1960) (Trinidad)
- Plato guacharo (Brignoli, 1972) (Veneçuela)
- Plato juberthiei Lopez, 1996 (Guaiana Francesa)
- Plato miranda (Brignoli, 1972) (Veneçuela)
- Plato troglodita Coddington, 1986 (Equador)

## Theridiosoma
O. P.-Cambridge, 1879
- Theridiosoma argenteolunulatum Simon, 1897 (Índies Occidentals, Veneçuela)
- Theridiosoma blaisei Simon, 1903 (Gabon)
- Theridiosoma caaguara Rodriques & Ott, 2005 (Brasil)
- Theridiosoma chiripa Rodriques & Ott, 2005 (Brasil)
- Theridiosoma circuloargenteum Wunderlich, 1976 (Nova Gal·les del Sud)
- Theridiosoma concolor Keyserling, 1884 (Mèxic, Brasil)
- Theridiosoma davisi Archer, 1953 (Mèxic)
- Theridiosoma epeiroides Bösenberg & Strand, 1906 (Rússia, Corea, Japó)
- Theridiosoma fasciatum Workman, 1896 (Singapur, Sumatra)
- Theridiosoma gemmosum (L. Koch, 1877) (Amèrica del Nord, Europa fins a l'Àsia central)
- Theridiosoma genevensium (Brignoli, 1972) (Sri Lanka)
- Theridiosoma goodnightorum Archer, 1953 (Mèxic fins a Costa Rica)
- Theridiosoma kikuyu Brignoli, 1979 (Kenya)
- Theridiosoma latebricola Locket, 1968 (Angola)
- Theridiosoma lopdelli Marples, 1955 (Samoa)
- Theridiosoma lucidum Simon, 1897 (Veneçuela)
- Theridiosoma nebulosum Simon, 1901 (Malàisia)
- Theridiosoma nechodomae Petrunkevitch, 1930 (Jamaica, Puerto Rico)
- Theridiosoma obscurum (Keyserling, 1886) (Brasil)
- Theridiosoma picteti Simon, 1893 (Sumatra)
- Theridiosoma savannum Chamberlin & Ivie, 1944 (EUA)
- Theridiosoma taiwanica Zhang, Zhu & Tso, 2006 (Taiwan)
- Theridiosoma zygops (Chamberlin & Ivie, 1936) (Panamà)

## Wendilgarda
Keyserling, 1886
- Wendilgarda assamensis Fage, 1924 (Índia, Xina)
- Wendilgarda atricolor (Simon, 1907) (Sao Tomé, illa de Príncipe)
- Wendilgarda clara Keyserling, 1886 (Índies Occidentals, Guatemala fins al Brasil)
- Wendilgarda coddingtoni Zhu, Zhang & Chen, 2001 (Xina)
- Wendilgarda galapagensis Archer, 1953 (Illes Galápagos)
- Wendilgarda liliwensis Barrion & Litsinger, 1995 (Filipines)
- Wendilgarda mexicana Keyserling, 1886 (Mèxic, Amèrica Central, Cuba)
- Wendilgarda mustelina Simon, 1897 (Saint Vincent)
  - Wendilgarda mustelina arnouxi Lopez & Emerit, 1985 (Guadeloupe)
- Wendilgarda nigra Keyserling, 1886 (Brasil)
- Wendilgarda sinensis Zhu & Wang, 1992 (Xina)

## Zoma
Saaristo, 1996
- Zoma zoma Saaristo, 1996 (Seychelles)